# Генетическая эпидемиология
Генетическая эпидемиология — это дисциплина, которая занимается изучением роли генетических факторов в возникновении, распространении и протекании различных болезней человека.

## Описание
Формально генетическая эпидемиология была определена Ньютоном Мортоном, одним из пионеров этой области, как «наука, которая занимается этиологией, распространением и контролем болезней в группах родственников и наследственными причинами болезней в популяциях». Генетическая эпидемиология тесно связана как с молекулярной эпидемиологией, так и с статистической генетикой.
Генетическую эпидемиологию можно определить как «научную дисциплину, которая занимается анализом семейного распределения признаков с целью понимания любой возможной генетической основы». Британский медицинский журнал принимает аналогичное определение «генетической эпидемиологии является изучение этиологии, распределения и контроля заболеваний в группах родственников и наследственных причин заболевания в популяциях».

## История
Генетическая эпидемиология — относительно новая область на стыке традиционной эпидемиологии и генетики человека. Дисциплина была впервые описана в 1954 г. Нилом и Шуллом.

## Исследования
В 20 веке генетические эпидемиологи исследовали наследование заболевания, исследуя, соответствуют ли образцы наследования (например, доминантный, рецессивный, X-связанный) с фенотипами, наблюдаемыми в больших семьях. Например, ранний сегрегационный анализ рака груди и яичников показал сильную генетическую этиологию с аутосомно-доминантным типом наследования.
В наше время генетическая эпидемиология вступает в новую фазу своего развития: основное внимание уделяется проблеме картирования генов, контролирующих «комплексные признаки», проявление которых зависит от взаимодействия многих факторов, как генетических, так и негенетических. К таким признакам у человека относят многие распространенные наследственные болезни, такие, как ИБС, диабет, гипертония, многие психические расстройства, а также инфекционные болезни.
Одним из перспективных направлений изучения взаимодействия генов с окружающей средой является фармакогеномика. Фармакогеномика оценивает геномные основы лекарственного ответа, чтобы лучше понять побочные реакции на лекарства и подобрать индивидуальное лечение.
В последнее время область генетической эпидемиологии расширилась и теперь включает общие заболевания, в которых каждый из генов вносит меньший вклад (полигенные, многофакторные или мультигенные нарушения). Это быстро развивалось в первое десятилетие 21-го века после завершения проекта «Геном человека».

## Подходы
По словам М. Тевфика Дорака, генетическое эпидемиологическое исследование состоит из трех шагов :
1. Установление генетической составляющей расстройства.
2. Установление относительного размера этого генетического эффекта по отношению к другим источникам вариабельности риска заболевания (экологические эффекты, такие как внутриутробная среда, физические и химические эффекты, а также поведенческие и социальные аспекты).
3. Идентификация гена (или генов), ответственного за генетический компонент.

Эти методики применяются в семейных или популяционных исследованиях.